# Comuna Tanacu, Vaslui
.
Tanacu este o comună în județul Vaslui, Moldova, România, formată din satele Benești și Tanacu (reședința).

## Demografie
Componența etnică a comunei Tanacu
     Români (91,71%)
     Alte etnii (0%)
     Necunoscută (8,29%)
Componența confesională a comunei Tanacu
     Ortodocși (91,13%)
     Alte religii (0%)
     Necunoscută (8,87%)
Conform recensământului efectuat în 2021, populația comunei Tanacu se ridică la 1.724 de locuitori, în scădere față de recensământul anterior din 2011, când fuseseră înregistrați 2.040 de locuitori. Majoritatea locuitorilor sunt români (91,71%), iar pentru 8,29% nu se cunoaște apartenența etnică. Din punct de vedere confesional, majoritatea locuitorilor sunt ortodocși (91,13%), iar pentru 8,87% nu se cunoaște apartenența confesională.

## Politică și administrație
Comuna Tanacu este administrată de un primar și un consiliu local compus din 11 consilieri. Primarul, Dănuț Dumitriu[*], de la Partidul Social Democrat, este în funcție din octombrie 2020. Începând cu alegerile locale din 2024, consiliul local are următoarea componență pe partide politice:
|  | Partid                          | Consilieri | Componența Consiliului | Componența Consiliului | Componența Consiliului |
|  | ------------------------------- | ---------- | ---------------------- | ---------------------- | ---------------------- |
|  | Partidul Național Liberal       | 3          |                        |                        |                        |
|  | Partidul Social Democrat        | 3          |                        |                        |                        |
|  | Alianța pentru Unirea Românilor | 2          |                        |                        |                        |
|  | Uniunea Salvați România         | 2          |                        |                        |                        |
|  | Forța Dreptei                   | 1          |                        |                        |                        |